# Baláže
Baláže és un poble i municipi d'Eslovàquia que es troba a la regió de Banská Bystrica.

## Història
La primera menció escrita de la vila es remunta al 1529.

## Demografia
| Godina             | 1994 | 2004   | 2014    | 2024   |
| ------------------ | ---- | ------ | ------- | ------ |
| Nombre de persones | 201  | 193    | 216     | 229    |
| Diferència         |      | −3,98% | +11,91% | +6,01% |

| Godina             | 2023 | 2024   |
| ------------------ | ---- | ------ |
| Nombre de persones | 234  | 229    |
| Diferència         |      | −2,13% |